# Светислав Вуковић
Светислав Света Вуковић  (Штитарица, Мојковац, 3. фебруар 1936 − Београд, 4. август 2019) био је српски радио и ТВ водитељ, новинар, књижевник и текстописац.

## Биографија
Рођен је 3. фебруара 1936. године у селу Штитарица, код Мојковца, где је и завршио основну школу. Нижу гимназију са малом матуром завршио је у Колашину, а четири разреда Више реалне гимназије у Иванграду. Осми разред гимназије и велику матуру завршио је у Бијелом Пољу 1955. године, а исте године уписао је Правни факултет у Београду, на ком је апсолвирао.

### Радна биографија
Био је аутор и водитељ популарних радијских и телевизијских емисија, међу којима се издваја радијска емисија Време спорта и разоноде, за коју је награђен Оскаром популарности. Био је водитељ бројних фестивала забавне, џез и народне музике, концерата светских великана попут Шарла Азнавура и Жилијет Греко. Био је  више од 30 година водитељ Драгачевског сабора у Гучи.
Аутор је текстова песама које су изводили најпознатији југословенски певачи - Одисеја, Ја те волим, Љубав је само реч, Маестро и виолина и Кад бих знао да је сама.. Такође је аутор текстова бројних дечјих песама : "Слон лепотан", "Најлепша је земља моја"...
Светислав Вуковић је био дугогодишњи председник Удружења радника естрадне делатности Србије и члан Удружења књижевника Србије.
Као писац написао је пет збирки дечјих песама, антиратну књигу песама "Време лудила", рефлексивну збирку поезије "Тако је зборио Његош" и књиге "Асови Ју фудбала" и "Кошаркашке легенде".

### Радио водитељ
За спикера Радио Београда постављен је 1961. године, након чега одлази у Ниш и Светозарево (данашњу Јагодину), а 1967. прелази у Други програм Радио Београда. Јануара 1975. године постаје новинар-водитељ и сценариста емисије Сунце, море, бит и хит, која је заједно са емисијама "Минимакс", "Пријатељ звезда" и "Дежурни студио" представљала прекретницу у забавном радио-програму. Мало је познато, да је уз Милована Илића Минимакса, Николу Нешковића, Ичка Петровића и Николу Караклајића био оснивач нове професије зване "водитељ". Аутор је и емисије Музика, спорт, музика, са којом је касније прешао на Први програм Радио Београда. 1978. године добија звање уредник-водитељ, а 1981. постаје уредник и водитељ емисије Време спорта и разоноде. Истичу се и две серије ауторских емисија, најпре, Асови ЈУ фудбала, а потом и Југословенске олимпијске легенде.

### Рад на телевизији
Значајан је и његов рад на телевизији. Почетком шездесетих година, годину дана радио је као водитељ емисија у оквиру научног програма, а потом, седамдесетих година уследио је серијал о ствараоцима југословенске забавне музике - "Чезнем да сам са вама". Познати су и серијали"Сећаш ли се оног сата", "Сабори у Србији" и "Чаша воде са извора". Такође, на телевизији је водио или преносио концерте класичне, забавне и народне музике, емисије и директне преносе значајних државних празника и историјских датума. Био је водитељ Београдског џез фестивала, Драгачевског сабора, фестивала забавне и народне музике - МЕСАМ, Вуковог сабора, Омладинског фестивала у Суботици, Фестивала народне музике "Моравски бисери", додела годишње музичке награде "Златни мелос", додела интернационалне музичке награде MAESTRO INTERNATIONAL,водитељ тв емисије TREND SETTER...

### Песник и текстописац
Почев од 1965. године, написао је око хиљаду текстова песама забавне, народне и дечје музике и сарађивао са многим композиторима и извођачима, међу којима су: Здравко Чолић (Љубав је само реч), Лео Мартин (Одисеја, Ја те волим), Драган Стојнић (Маестро и виолина, Ја то знам, Јелисејска поља, Михољско лето), Ђорђе Марјановић (За дане љубави), Мики Јевремовић (Кад бих знао да је сама), Кемал Монтено (Пахуљице моја), Тереза Кесовија (Заборави ако можеш), Мира Васиљевић (Године су пролазиле), као и Оливера Катарина, Лола Новаковић, Нада Кнежевић, Лепа Лукић, Уснија Реџепова, Душан Јакшић, Борис Бизетић, Миша Марковић и многи други. Освајао је награде и признања на музичким фестивалима у Београду, Новом Саду, Загребу, Опатији, Љубљани, Скопљу, Приштини и Будви. Његове песме нашле су место у антологији Најлепше љубавне песме написане на српском језику, а са десет песама заступљен је у антологији Љубав је само реч, у којој су најлепше љубавне песме компоноване од стране југословенских аутора.
Познате су и дечје песме за које је писао текстове - Поздравите мога тату, Слон лепотан... Написао је неколико збирки дечјих песама: "Један ђачки дан", "Моји другари од А до Ш", "Поздравите мога тату", аутор је и антиратне збирке поезије "Време лудила" и рефлексивне збирке "Тако је зборио Његош", као и књига "Асови Ју фудбала" и "Кошаркашке легенде". Заступљен је са неколико песама у Антологији црногорског пјесништва за дјецу, Антологији Ризница српског песништва за децу и Антологији светске дечије поезије "Плави зец".

## Текстови песама које је написао
Познате песме  (и извођачи) за које је написао текстове:
- Одисеја (Лео Мартин)
- Дани (Лео Мартин)
- Ја те волим (Лео Мартин)
- Ја то знам (Драган Стојнић)
- Јелисејска поља (Драган Стојнић)
- Кад бих знао да је сама (Мики Јевремовић)
- Како да ти кажем (Борис Бизетић)
- Како ти је име, девојчице (Мики Јевремовић)
- Љубав је само реч (Здравко Чолић)
- Маестро и виолина (Драган Стојнић)
- Не додируј моје лице (Оливера Катарина)
- Пада ноћ (Оливера Катарина)
- Пахуљице моја (Кемал Монтено)
- Заборави ако можеш (Тереза Кесовија)
- За дане љубави (Ђорђе Марјановић)
- Године су пролазиле (Мира Васиљевић)
- Село моје лепше од Париза (Раде Јоровић)
- Хеј, шта је с вама људи? (Нада Кнежевић)
- Сјећање (Ђело Јусић)
- Најлепша је земља моја (Дечји хор Колибри)
- Поздравите мога тату (Дечји хор Колибри)
- Слон лепотан (Драган Лаковић)

Сарађивао је са дечјим хором Колибри али и многим композиторима, певачима и певачицама:
- Здравко Чолић
- Лео Мартин
- Борис Бизетић
- Радмила Караклајић
- Василија Радојчић
- Мира Васиљевић
- Славко Перовић
- Мики Јевремовић
- Миша Марковић
- Драган Стојнић
- Ђорђе Марјановић
- Оливера Катарина
- Кемал Монтено
- Драгослав Михајловић Канаринац
- Драган Лаковић[4]

## Награде и признања
- 1982. Годишња новинарска награда РТБ за серију емисија "Девијације у спорту"
- 1983. Награда за радио водитељство
- 1988. Награда за радио водитељство
- 1993. Годишња награда РТБ за водитељство
- 1999. Награда за животно дело РТС
- 2000. Најбољи водитељ РТС
- Оскар популарности за емисију "Време спорта и разоноде"